# Petra Künkel

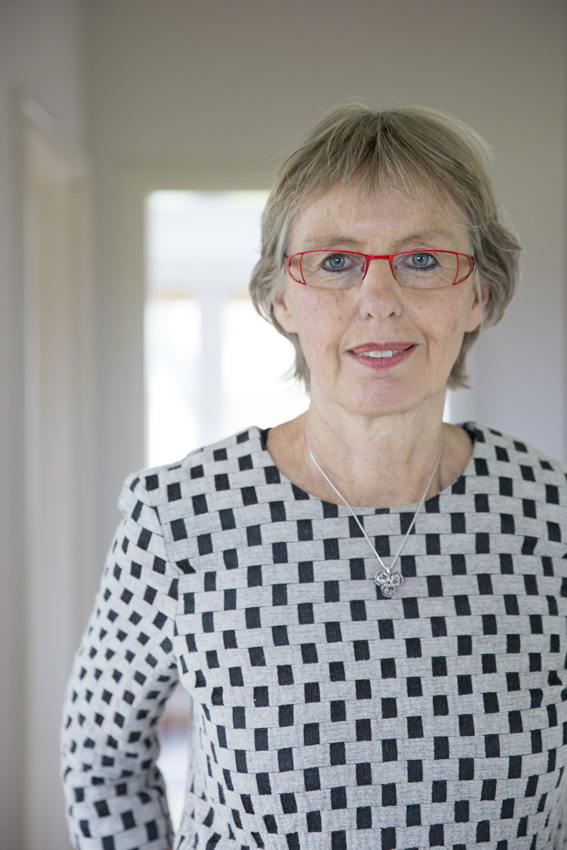
Petra Künkel (2018)

Petra Künkel (* 18. Dezember 1956 in Berlin) ist eine deutsche Organisationspsychologin, Buchautorin sowie Expertin für Veränderungsmanagement, transformationale Führung und gesellschaftliche Transformation zu Nachhaltigkeit. Sie ist Gründerin und Ehrenpräsidentin des Collective Leadership Institute, seit 2015 Mitglied des Club of Rome, seit 2019 der Deutschen Gesellschaft Club of Rome und seit 2021 Mitglied der World Academy of Arts and Science.

## Leben und Werdegang
Künkel wuchs in Berlin und Hannover auf. Von 1975 bis 1981 studierte sie Medizin. Anschließend absolvierte sie eine Tischlerlehre und schloss die Ausbildung 1991 mit der Meisterprüfung im Tischlerhandwerk ab. Parallel studierte sie Organisationspsychologie und Politikwissenschaft an der Universität Hamburg mit Diplomabschluss 1994. Sie war Mitglied der Arbeitsgruppe Kriegsursachenforschung und schloss das Studium mit einer von Harald Witt und Rainer Tetzlaff betreuten politikwissenschaftlichen Diplomarbeit zu Frauenforschung in Afrika südlich der Sahara ab, die 1995 veröffentlicht wurde. Während des Studiums verbrachte sie als Beraterin für Management, Produktion und Organisation einer Tischlereigenossenschaft mehrere Jahre in Chegutu in Simbabwe, wo sie mit ehemaligen Freiheitskämpfern eine Möbelfabrik aufbaute. Von 1994 bis 1995 unterstützte sie als Kooperantin des Weltfriedensdienstes in Harare die simbabwische Nichtregierungsorganisation ZIMFEP (Education with Production) in strategischer Programmentwicklung für Kleingewerbeförderung.
Nach einer Zusatzausbildung zur systemischen Organisationsberatung mit Abschluss 1995 trat sie als Seniorberaterin in die Gesellschaft für Technische Zusammenarbeit (GTZ) mit Sitz in Eschborn, Deutschland, ein (heute Gesellschaft für Internationale Zusammenarbeit GIZ) im Bereich Institutionenentwicklung, Organisations- und Managementberatung. 1999 übernahm sie die Leitung der Unternehmensorganisation in der GIZ. 2001 bis 2002 leitete sie gemeinsam mit William Isaacs („The Art of Thinking Together“), dem ehemaligen Leiter des Dialogue Projects am MIT (Massachusetts Institute for Technology, Boston) Führungskräfteentwicklungsprogramme für High Potentials einschlägiger Großkonzerne mit Fokus auf dialogische Veränderungsansätze. Anschließend forschte und lehrte sie zu zukunftsorientierter Führung für Nachhaltigkeit an der Universität Hamburg.
Als Expertin für internationale, komplexe, sektorübergreifende, und auf Dialog basierende Veränderungsprozesse begleitete sie unter anderem die Entwicklung des nachhaltigen Grünkaffeestandards „Common Code for the Coffee Community“ (heute fusioniert mit Global Coffee Platform), die Weiterentwicklung des Forums nachhaltiger Kakao und die Entstehung des deutschen Bündnisses für nachhaltige Textilien. 2005 gründete sie das Collective Leadership Institute gGmbH mit Sitz in Potsdam mit dem Ziel, Kompetenzaufbau für sektorübergreifende Kooperation, Stakeholder Dialoge, Multi-Akteurspartnerschaften und transformative Veränderungen international zu etablieren. 2017 promovierte sie zum Thema Nachhaltigkeitstransformation an der Universität Twente.
Sie ist Dozentin an der Leuphana Universität Lüneburg und im Vorstand des Vereins Klima und Kultur e.V. Sie hielt in Deutschland und international zahlreiche Vorträge und Interviews zu Nachhaltigkeitstransformationen, dialogischem Change-Management und Frauen-Empowerment.
Petra Künkel lebt in Mecklenburg-Vorpommern (Deutschland) und hat eine Tochter, die 1986 geboren wurde.

## Forschung und Wirken
Künkels thematische Schwerpunkte sind Konzeption und praktische Umsetzung von Transformationsprozessen zu Nachhaltigkeit, und hier insbesondere der Aufbau von Kompetenz für Prozessgestaltung von Kooperation, kollektiver Führung und Stewardship von gesellschaftlichen und globalen Veränderungsprozessen.
Im Zentrum ihrer praktischen und theoretischen Arbeit steht die Hypothese, dass Transformationsprozesse erfolgreich sind, wenn sie in den Beteiligten den Möglichkeitssinn (Robert Musil) aktivieren, ein Gefühl von Wirkung mobilisieren und Veränderungsenergie wecken. Sie postuliert Voraussetzungen dafür, wie systemisch, systematisch und strukturiert aufgebaute Transformationsprozesse zu einer verbesserten Vitalität von gesellschaftlichen Systemen beitragen. Aus der erfolgreichen Begleitung von sektorübergreifenden Kooperationsprozessen in nachhaltigen Wertschöpfungsketten analysierte sie Erfolgsfaktoren konsens- und ergebnisorientierter Kooperation und entwickelte daraus das Dialogic Change Model als Praxisleitfaden für die Gestaltung von komplexen, ergebnisorientierten Multi-Akteurs Partnerschaften. Im Hinblick auf Transformationen zu Nachhaltigkeit zeigte sie in zahlreichen englischen und deutschen Publikationen die Relevanz eines kollektiven Führungsverständnisses auf. Auf der Basis interdisziplinärer Forschung zu Systemtheorie, Change Management, Leadership, Biologie, Resilienz- und Transformationsforschung sowie Architektur entwickelte sie, u. a. inspiriert durch die Mustersprache von Christopher Alexander, den Kompass für kollektive Führung (Collective Leadership Compass). Das Metamodell für die Planung und Auswertung der Wirksamkeit von kollektiver Führung verweist auf sechs ineinandergreifende Dimensionen, die für transformative Führung beachtet werden müssen. Sie prägte den Begriff Transformation Literacy als Kompetenz von gesellschaftlichen Akteuren, Nachhaltigkeitstransformationen kooperativ voranzubringen.
2015 wurde sie aufgrund ihrer Expertise zu Transformationsprozessen in den internationalen Club of Rome aufgenommen und 2018 in dessen Vorstand gewählt. Seit 2019 ist sie ebenfalls Mitglied der Deutschen Gesellschaft des Club of Rome, seit 2020 im Beirat der Greifswalder Agrarinitiative und seit 2021 Fellow der World Academy of Arts and Science. Im Jahr 2019 verfasste sie den Bericht an den Club of Rome mit dem Titel Stewarding Sustainability Transformations. In diesem Bericht stellt Petra Kuenkel das Konzept der „Systems Aliveness“ als eine Möglichkeit vor, Nachhaltigkeitstransformationen zu verstehen, zu fördern und umzusetzen. Sie definiert Systemlebendigkeit oder Systemvitalität als die Fähigkeit eines Systems, sich als Reaktion auf seine sich verändernde Umgebung kontinuierlich anzupassen, zu lernen und Innovationen zu entwickeln und dabei seine Integrität und Kohärenz zu bewahren.
Kuenkel argumentiert, dass die Förderung der Systemlebendigkeit oder Systemvitalität entscheidend für die Schaffung nachhaltiger und widerstandsfähiger Gesellschaften sei. In dem 2023 veröffentlichten Bericht an den Club of Rome, Limits and Beyond: 50 years on from The Limits to Growth, what did we learn and what’s next?, argumentiert sie als eine der Autoren, dass der veraltete Fokus auf unaufhaltsames Wirtschaftswachstum eine Hauptantriebskraft für den Klimawandel sei und von einem feministischen Standpunkt aus analysiert werden müsste. Sie plädiert für einen egalitären, von Frauen inspirierten Ansatz, der ihrer Meinung nach im Einklang mit der Vision von Donella Meadows in dem 1972 erschienenen Bericht an den Club of Rome, Grenzen des Wachstums, kollektive Verantwortung für unseren Planeten entfachen könnte. Als Transformationsexpertin und Vorstandsmitglied des Club of Rome unterstützt Petra Künkel ehrenamtlich die Entwicklung der Earth4All Initiative des Club of Rome.

## Veröffentlichungen (Auswahl)
- Zukunftskompetenz Stewardship: Vitale und resiliente Systeme durch transformative Führung. Springer Gabler, Heidelberg 2023, ISBN 978-3-662-66140-6
- mit K. V. Ragnarsdottir: Transformation Literacy. Pathways to Regenerative Civilizations. Springer, Cham 2022, ISBN 978-3-030-93254-1
- mit E. Kuehn, D. Stucker, D. F. Williamson: Leading transformative change collectively. A practitioner’s guide to realizing the SDGs. Routledge, 2020, ISBN 978-0-367-47118-7
- Führung mit Sinn: Wie Manager verantwortlich Zukunft gestalten. Springer Gabler, Heidelberg 2020, ISBN 978-3-658-30846-9
- mit S. Gerlach, V. Frieg: Stakeholder Dialoge erfolgreich gestalten. Springer Gabler, Heidelberg 2019, ISBN 978-3-658-26972-2
- Stewarding Sustainability Transformations – An Emerging Theory and Practice. Report to the Club of Rome. Springer Nature, Cham 2019, ISBN 978-3-030-03691-1
- The Art of Leading Collectively – Co-creating a Sustainable, Socially Just Future. Chelsea Green, 2016, ISBN 978-1-60358-626-9
- Mind and Heart – Mapping Your Personal Leadership Journey Towards Sustainability. Collective Leadership Institute Publishing, Potsdam 2008, ISBN 978-3-8370-2799-0